# NGC 7146
NGC 7146 је спирална галаксија у сазвежђу Пегаз која се налази на NGC листи објеката дубоког неба.
Деклинација објекта је + 3° 1' 2" а ректасцензија 21h 51m 47,4s. Привидна величина (магнитуда) објекта NGC 7146 износи 14,5 а фотографска магнитуда 15,3. NGC 7146 је још познат и под ознакама MCG 0-55-24, CGCG 376-44, PGC 67508.